# Margrethe Koytu
Margrethe Koytu (født 28. juni 1946) er en dansk skuespiller. Koytu er på tv uden tvivl mest kendt for sin store rolle i serien TAXA (1997-1999).
Hun er uddannet fra Skuespillerskolen ved Aalborg Teater i 1974.
Siden Jesper Kleins død i 2011 har hun fungeret som formand for Kunstnere for fred.

## Filmografi
- Blind makker – 1976
- Hvem myrder hvem? – 1978
- Lille spejl – 1978
- Verden er fuld af børn – 1980
- Pigen fra havet – 1980
- Øjeblikket – 1980
- Har du set Alice? – 1981
- Jeppe på bjerget – 1981
- Otto er et næsehorn – 1983
- Der er et yndigt land – 1983
- Barndommens gade – 1986
- Flamberede hjerter – 1986
- Kampen om den røde ko – 1987
- Casanova – 1990
- Den russiske sangerinde – 1993
- Roser & persille – 1993
- Elsker, elsker ikke – 1995
- Baby Doom – 1998
- Kat – 2001
- Oskar og Josefine – 2005